# Augustus Addison Gould
Augustus Addison Gould (New Ipswich (New Hampshire), 23 aprile 1805 – Boston, 15 settembre 1866) è stato un medico, zoologo malacologo e concologo statunitense.

## Biografia
Gould era il figlio dell'insegnante di musica Nathaniel Duren Gould (1781–1864), che era noto per la sua calligrafia.

### Medico
Gould si laureò in Medicina all'Harvard College nel 1825 ed entrò nel Dipartimento di Medicina nel 1830. 
Si stabilì quindi a Boston, dove si dedicò all'esercizio della professione medica, conseguendo sia una grande considerazione professionale, sia un'elevata posizione sociale.
Fu eletto Presidente della Massachusetts Medical Society nel 1864 e si occupò tra l'altro della redazione delle statistiche demografiche dello stato".

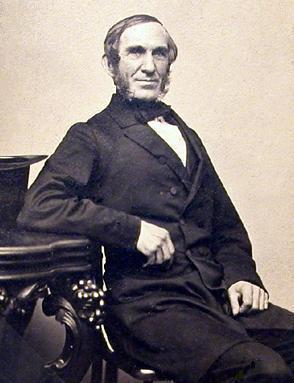
Augustus Addison Gould

Nel 1855, redasse il discorso annuale indirizzato alla Massachusetts Medical Society intitolato "Search out the Secrets of Nature".
Mantenne la carica di Presidente fino alla sua morte.
Nel 1856, fu nominato medico visitatore presso il Massachusetts General Hospital.

### Naturalista
Gould fu un concologo di fama mondiale e fu uno dei pionieri della scienza in America.
I suoi scritti riempiono molte pagine della pubblicazione della Boston Society of Natural History e di altri periodici. 
Con Louis Agassiz pubblicò l'opera Principles of Zoology for the use of Schools and Colleges (Boston, 1848; II ed., 1851).
Insegnò Botanica e Zoologia ad Harvard per due anni.
Quando Charles Lyell giunse negli Stati Uniti d'America per le sue ricerche geologiche, questi cercò subito la collaborazione di Gould.

## Opere
Gould curò l'edizione del Volume 1 di The terrestrial air-breathing mollusks of the United States, and the adjacent territories of North America (1851–1855) di Amos Binney (1803–1847) e tradusse l'opera di Lamarck Lamarck's genera of shells : with a catalogue of species (1833).
Le principali opere di Gould, comunque, furono Mollusca and Shells (vol. xii, 1852) della United States Exploring Expedition, 1838-1842 eseguita sotto la guida del tenente Charles Wilkes, pubblicata dal Governo, e il Report on the Invertebrata, pubblicato per decisione della legislatura del Massachusetts nel 1841. 
Una seconda edizione di quest'ultima opera fu autorizzata nel 1865 e pubblicata nel 1870, successivamente alla morte dell'autore.
Nel 1860, Gould redasse un resoconto anche sulle conchiglie raccolte dalla North Pacific Exploring and Surveying Expedition.
Gould fu membro corrispondente di tutte le principali società scientifiche statunitensi e di molte di quelle europee, tra le quali anche la Royal Society di Londra.